# Katherine Heinrich
Pour les articles homonymes, voir Heinrich.
Katherine A. Heinrich (née le 21 février 1954 à Murwillumbah) est une mathématiciennne et universitaire australienne et canadienne. Ses intérêts de recherche incluent la théorie des graphes et la théorie du design combinatoire. Elle est professeure émérite à l'Université Simon Fraser et comme administratrice universitaire honoraire à l'Université de Regina. Elle est élue présidente de la Société mathématique du Canada de 1996 à 1998, première femme à occuper cette fonction.

## Éducation et carrière
Katherine Heinrich est née à Murwillumbah, en Nouvelle-Galles du Sud. Elle commence ses études à l'université de Newcastle en Australie, où elle obtient son diplôme en 1976, puis elle réalise dans cette même université une thèse de doctorat, intitulée Some problems on combinatorial arrays, en  1979, supervisée par Walter D. Wallis,.  
Elle rejoint la faculté de mathématiques de l'Université Simon Fraser en 1981 et a épousé un autre théoricien des graphes de Simon Fraser, Brian Alspach. Elle est promue professeure titulaire en 1987 et dirige le département de 1991 à 1996. Elle coordonne plusieurs actions de sensibilisation aux mathématiques en direction des jeunes, notamment une conférence pour des préadolescentes intitulée Women Do Math,  Discover the Possibilities, une exposition intitulée "Math in the Malls", et une série de conférences nationales sur l'enseignement des mathématiques. 
Elle est nommée vice-présidente académique de l'Université de Regina, dans la province canadienne du Saskatchewan, où elle effectue deux mandats, de 1999 à 2008. À Regina, elle a aidé à établir un institut d'enseignement du français et à tisser des liens plus étroits entre la ville et l'Université des Premières Nations du Canada.  
Elle prend sa retraite académique en 2007 et s'installe à Newcastle, en Nouvelle-Galles du Sud, où elle est active dans les arts textiles.

## Activités de recherche et éditoriales
MathSciNet répertorie 73 publications pour Heinrich, datées de 1976 à 2012. Plusieurs des publications de recherche de Heinrich concernent les carrés latins orthogonaux [A], des concepts analogues en théorie des graphes [D] et les applications de ces concepts dans le calcul parallèle [E]. De plus, elle a publié des travaux sur la recherche de sous-graphes couvrant des contraintes sur le degré de chaque sommet [C], et sur la conjecture d'Alspach sur les couvertures de cycle disjointes de graphes complets [D], notamment.

## Publications
- [A](en) Katherine Heinrich et L. Zhu, « Existence of orthogonal Latin squares with aligned subsquares », Discrete Mathematics, vol. 59, nos 1–2,‎ 1986, p. 69–78 (DOI 10.1016/0012-365X(86)90070-1, MR 837956)
- [B](en) Katherine Heinrich, Peter Horák et Alexander Rosa, « On Alspach's conjecture », Discrete Mathematics, vol. 77, nos 1–3,‎ 1989, p. 97–121 (DOI 10.1016/0012-365X(89)90355-5, MR 1022455)
- [C] (en) Katherine Heinrich, Pavol Hell, David G. Kirkpatrick et Gui Zhen Liu, « A simple existence criterion for {\displaystyle (g<f)}-factors », Discrete Mathematics, vol. 85, no 3,‎ 1990, p. 313–317 (DOI 10.1016/0012-365X(90)90387-W, MR 1081839)
- [D] (en) Brian Alspach, Katherine Heinrich et Gui Zhen Liu, Contemporary design theory, New York, Wiley, 1992, 13–40 p. (MR 1178499)
- [E] (en) Charles J. Colbourn et Katherine Heinrich, « Conflict-free access to parallel memories », Journal of Parallel and Distributed Computing, vol. 14, no 2,‎ 1992, p. 193–200 (DOI 10.1016/0743-7315(92)90116-5, MR 1143695)

## Prix et distinctions
Elle est élue présidente de la Société mathématique du Canada en 1996, première femme à occuper cette fonction.
L'université de Newcastle lui décerne une médaille d'or pour l'excellence professionnelle en 1995. En 2005, elle a remporté le prix Adrien Pouliot de la Société mathématique du Canada pour son travail dans l'enseignement des mathématiques.  